# Upplands runinskrifter ATA7269/60H
Upplands runinskrifter ATA7269/60H, U ATA7269/60H, är ett vikingatida runstensfragment av röd gävlesandsten som hittades vid Eds kyrka, Eds socken och Upplands Väsby kommun. Fragmentets ristning visar troligen rester av en korsarm. U ATA7269/60H räknades tidigare som en del av signumet U ATA7269/60F. Fragmentet förvaras i hembygdsgården Runby i Upplands Väsby.